# Youssef Mokhtari
Youssef Mokhtari (nacido el 5 de marzo de 1979) es un futbolista marroquí. Juega de centrocampista y su actual equipo es el SV Raunheim de Alemania. 
Anteriormente jugó en SpVgg Greuther Fürth, FSV Frankfurt, Jahn Regensburg, Wacker Burghausen, Energie Cottbus, 1. FC Köln, MSV Duisburgo y Al-Rayyan.